# 日本麻酔科学会
公益社団法人日本麻酔科学会（にほんますいかがっかい）は、日本における麻酔に関するもっとも大きな学会組織で、神戸市に主たる事務局を置く。

## 概要
前身は1954年設立の日本麻酔学会。2001年に社団法人化され、日本麻酔科学会となった。公益法人制度改革に伴い、2011年には公益社団法人に移行している。機関誌は英文誌"Journal of Anesthesia"、準機関誌は「麻酔」である。
麻酔科学が手術中の麻酔だけでなく、周術期管理全体を把握するものとして確立されてくるに従って、麻酔科の重要性と特殊性が認識され、1965年には当時の厚生省より、特殊標榜科目として標榜するための麻酔科標榜医制度が制定された。
学会では、麻酔科医の麻酔科標榜医資格の認定に必要な指導医制度を構築し、この制度を通して、日本の医療および病院機構の手術体制にある程度の影響力を有している。また、標榜医のほかに、認定医および専門医の制度を設定し、指導医に至るキャリアパスを専門家だけでなく、一般の患者からも理解しやすい形としている。
一方で、麻酔中の心機能管理に重要な認定である、経食道心エコー認定は、日本心臓血管麻酔学会の設立した、日本周術期経食道心エコー認定委員会で行われるなど、麻酔分野の細分化とともに一元的な麻酔科の学会ではなくなってきている。
学会活動としては、学術集会や学術講演会などのほか、学会賞の設定、海外への留学生や講師の派遣などを行い、国際団体との交流の一環として、世界麻酔科学会連合、アジア・オーストラレーシアン麻酔科学会、アセアン麻酔科学会に加盟している。また、禁煙や女性医師復帰プログラムなどに関する各種ガイドラインを策定するなど、社会一般の動向にも対応している。

## 他の麻酔科関連学会
| 学会名               | 設立   | 本部                 | 機関誌                    | 学会サイト                     | 概要                                                   |
| -------------------- | ------ | -------------------- | ------------------------- | ------------------------------ | ------------------------------------------------------ |
| 日本臨床麻酔学会     | 1980   | 岡山大学医学部麻酔科 | 日本臨床麻酔学会誌        | http://jsca.umin.jp/           | 会員数、年次総会参加者数は日本麻酔科学会に次いで多い。 |
| 日本心臓血管麻酔学会 | 1996年 | 東京に事務局         | Cardiovascular Anesthesia | http://www.jscva.org/          | 日本周術期経食道心エコー認定委員会 JBPOT認定試験を主催 |
| 日本小児麻酔学会     | 1995年 | 東京に事務局         | 日本小児麻酔学会誌        | http://www.ped-anesth.com/     | 前身の小児麻酔研究会は1971年発足                       |
| 日本産科麻酔学会     | 2009   | 東京に事務局         | 分娩と麻酔                | http://www.jsoap.com/          | 前身の無痛分娩研究会の設立は1961年                     |
| 日本区域麻酔学会     | 2013   | 高知に事務局         | 日本臨床麻酔学会誌        | http://www.regional-anesth.jp/ | 日本区域麻酔検定試験(J-RACE)を主催                     |